# Musculus palatoglossus
A musculus palatoglossus egy izom az ember szájpadjánál.

## Eredés, tapadás, elhelyezkedés
A lágy szájpad (palatum molle) elülső részéről ered. A nyelv szélébe tapad.(Nem áll rendelkezésre kép)

## Funkció
Emeli a nyelv hátsó részét, sphincter szerűen szűkíti a torokszorost.

## Beidegzés
A nervus glossopharyngeus idegzi be.